# Жало, Семён Сергеевич
Семён Сергеевич Жало (1918—1997) — младший лейтенант Рабоче-крестьянской Красной Армии, участник Великой Отечественной войны, Герой Советского Союза (1943).

## Биография
Семён Жало родился 16 апреля 1918 года в селе Осадьковка (ныне — Купянский район Харьковской области Украины). Окончил начальную школу и школу фабрично-заводского ученичества, после чего работал слесарем на железной дороге. В 1938 году Жало был призван на службу в Военно-Морской Флот СССР, служил в Амурской военной флотилии. С 1943 года — на фронтах Великой Отечественной войны, воевал сапёром сапёрного взвода 43-го стрелкового полка 106-й стрелковой дивизии 65-й армии Центрального фронта. В боях несколько раз был ранен и контужен. Отличился во время битвы за Днепр.
В ночь с 14 на 15 октября 1943 года Жало в составе разведгруппы переправился через Днепр в районе посёлка Лоев Лоевского района Гомельской области Белорусской ССР и принял активное участие в захвате плацдарма на его западном берегу. Сапёры, в том числе и Жало, расчистили немецкие минные поля, подорвали три вражеские самоходные артиллерийские установки, а затем ворвались в траншеи противника. В тех боях Жало лично уничтожил несколько десятков вражеских солдат и офицеров. Благодаря действиям группы полк, а затем и дивизия сумели практически без потерь переправиться через Днепр.
Указом Президиума Верховного Совета СССР от 30 октября 1943 года за «образцовое выполнение боевых заданий командования на фронте борьбы с немецкими захватчиками и проявленные при этом мужество и героизм» красноармеец Семён Жало был удостоен высокого звания Героя Советского Союза с вручением ордена Ленина и медали «Золотая Звезда» за номером 1640.
В дальнейшем Жало участвовал в освобождении Украинской и Белорусской ССР, Польши. После окончания войны в звании младшего лейтенанта он был уволен в запас. Проживал в Купянске, работал ревизором-контролёром поездов Купянского отделения Южной железной дороги. Скончался 18 октября 1997 года.
Был также награждён орденом Отечественной войны 1-й степени и рядом медалей.